# Bingo Bongo
Pour plus de détails, voir Fiche technique et Distribution.
Bingo Bongo est un film germano-italien réalisé par Pasquale Festa Campanile, sorti en 1982.

## Fiche technique
- Titre : Bingo Bongo
- Réalisation : Pasquale Festa Campanile
- Scénario : Franco Ferrini, Franco Marotta, Enrico Oldoini et Laura Toscano
- Photographie : Alfio Contini
- Musique : Pinuccio Pirazzoli
- Pays d'origine :  Italie,  Allemagne de l'Ouest
- Genre : Comédie
- Durée : 102 minutes (1 h 42)
- Dates de sortie : 
  -  Italie : 23 décembre 1982
  -  France : 4 juillet 1984

## Distribution
- Adriano Celentano : Bingo Bongo
- Carole Bouquet : Laura
- Felice Andreasi
- Enzo Robutti